# Dufouria occlusa
Dufouria occlusa is een vliegensoort uit de familie van de sluipvliegen (Tachinidae). De wetenschappelijke naam van de soort is voor het eerst geldig gepubliceerd in 1863 door Robineau-Desvoidy.